# Google Meet
Google Meet (tidigare Hangouts Meet) är en videosamtalstjänst utvecklad av Google. Den är en av två appar som ersätter Google Hangouts, den andra är Google Chat. Tjänsten lanserades formellt i mars 2017 som en del av Google Hangouts och under första halvan av 2021 började Google föra över användarna från Hangouts till Meet och Chat.
Google Meet låter användaren videochatta med en eller flera personer.
Covid-19-pandemin medförde ett uppsving för många videosamtalstjänster och i april 2020 meddelade Google att Meet hade 100 miljoner användare med en tillströmning av 3 miljoner nya användare varje dag. En undersökning från 2021 visade att bland de svenska internetanvändarna hade 21 procent använt Google Meet under det senaste året varav fyra procent använde tjänsten varje dag.